# Отаров, Керим Сарамурзаевич
Кери́м Сарамурза́евич Ота́ров (карач.-балк. Отар улу Керим Сарамурзаны жашы; 3 мая 1912 — 13 октября 1974) — балкарский поэт и переводчик. Народный поэт Кабардино-Балкарии.

## Биография
Родился в 1912 году в ауле Гюрхожан (ныне в черте города Тырныауз, Кабардино-Балкария) в крестьянской семье. Окончил педагогическое училище (1934), а затем Кабардино-Балкарский университет (1963). В 1938—1941 годах возглавлял Союз писателей Кабардино-Балкарской АССР.
Участвовал в Великой Отечественной войне.
Вместе с балкарским народом был депортирован в Киргизскую ССР и жил на поселении в город Фрунзе (ныне Бишкек). В 1956 году вернулся в Нальчик и работал в журнале «Шуёхлукъ» («Дружба»).
За боевые заслуги был награждён орденом Красной Звезды и медалями.

## Творчество
Первые стихи Отаров были опубликованы в 1930 году. Основу его творческого наследия составляют лирические стихи («На летних пастбищах», 1935; «Горная долина», 1936; «Вдали от тебя», 1941—1942 и др.). Отаров — автор поэтических сборников «Стихи и песни» (1938), «Дороги» (1956), «Родная земля» (1960), «Годы» (1964), «Моя утренняя звезда» (1969).
Стихи К. С. Отарова переводили Семён Липкин, Дмитрий Голубков, Георгий Яропольский и др.

## Награды
- орден Трудового Красного Знамени
- орден Красной Звезды
- медаль «За трудовую доблесть» (28.10.1967)
- другие медали
- Народный поэт Кабардино-Балкарской АССР

## Память
Решением 4-й сессии городского совета местного самоуправления 23-го мая 2012 года школе-лицею №1 г. Тырныауз присвоено имя Керима Отарова. Там же открыт музей, где представлен фотоархив, первозданные произведения, книги и личные вещи поэта.
В альпмероприятии ОТАР 200 «Время взойти на вершину единства» в честь 110-летия со дня рождения, 18 августа 2021 года, совершено восхождение на западную вершину Эльбруса.
Альпмероприятие было проведено в рамках проекта «Отар» совместно с фондом «Керим» и ФАССТ КБР.